# آلپ دوفینه
کوه‌های آلپ دوفینه (فرانسوی: Alpes du Dauphiné) گروهی از رشته‌کوه‌ها در جنوب شرقی فرانسه هستند که در غرب زنجیره اصلی آلپ قرار دارند. رشته‌کوه‌های موجود در آلپ دوفینه شامل مسف دز اِکرَن در پارک ملی اِکرَن، بلدونه، رشته‌کوه لو تایفر و کوه‌های ماتزین هستند.

## ریشه‌شناسی
دوفینه (تلفظ‌شده به صورت [dofine]) یک استان تاریخی فرانسه بود که مساحت آن تقریباً با نواحی کنونی ایزر، دروم و اتز-آلپ مطابقت داشت.

## جغرافیا
این کوه‌ها از آلپ کوتیوس در شرق، توسط گردنه گالی‌بیه و دره بالایی دورانس جدا می‌شوند. در شمال شرق، از آلپ گرایان غربی (توده وانوآز) با رودخانه آرک جدا شده و در غرب، از رشته‌کوه‌های پایین‌تر فلات ورکور و کوه‌های شارتر با رودخانه‌های درک و ایزر تفکیک می‌شوند.
بسیاری از قله‌ها بیش از ۱۰٬۰۰۰ فوت (۳٬۰۰۰ متر) ارتفاع دارند و بار دز اِکرَن با ارتفاع ۴۱۰۲ متر بلندترین قله است.
از نظر اداری، بخش فرانسوی این رشته‌کوه به بخش‌های فرانسه شامل ایزر، اتز-آلپ و ساووا تعلق دارد.
کل این رشته‌کوه توسط رود رون و شاخه‌های فرعی آن زهکشی می‌شود.
پیشنهاد شده که ارتفاع کوه‌ها در آلپ دوفینه به دلیل فرسایش یخچالی ناشی از یخچال‌های کوچک محدود شده باشد، که این پدیده تأثیر توپوگرافیکی به نام اره یخچالی ایجاد می‌کند.

## ارتفاعات
ارتفاعات بزرگ آلپ دوفینه عبارتند از:
| قله                    | ارتفاع | ارتفاع |
| قله                    | متر    | پا     |
| ---------------------- | ------ | ------ |
| بار دز اِکرَن            | ۴٬۱۰۲  | ۱۳٬۴۵۸ |
| مِژ                     | ۳٬۹۸۷  | ۱۳٬۰۸۱ |
| اِلِفروید                | ۳٬۹۵۴  | ۱۲٬۹۷۲ |
| مون پِلوو               | ۳٬۹۴۶  | ۱۲٬۹۴۶ |
| پیک سان نوم            | ۳٬۹۱۳  | ۱۲٬۸۳۸ |
| پیک گاسپار             | ۳٬۸۸۰  | ۱۲٬۷۳۰ |
| پیک کولیژ              | ۳٬۷۵۶  | ۱۲٬۳۲۳ |
| گراند روئین            | ۳٬۷۵۴  | ۱۲٬۳۱۶ |
| لو راتو                | ۳٬۷۵۴  | ۱۲٬۳۱۶ |
| له بَن                  | ۳٬۶۶۹  | ۱۲٬۰۳۷ |
| مونتَن دِ زَنیو           | ۳٬۶۶۰  | ۱۲٬۰۰۸ |
| سومه ده روآ            | ۳٬۶۳۴  | ۱۱٬۹۲۳ |
| اِگیوی دو پلات دو لا سل | ۳٬۵۹۶  | ۱۱٬۷۹۸ |
| اولان                  | ۳٬۵۶۴  | ۱۱٬۶۹۳ |
| پیک بُنوازان            | ۳٬۵۶۰  | ۱۱٬۶۸۰ |
| اِگیوی دَرو (مرتفع‌ترین)  | ۳٬۵۱۴  | ۱۱٬۵۲۹ |

| قله                    | ارتفاع | ارتفاع |
| قله                    | متر    | پا     |
| ---------------------- | ------ | ------ |
| پیک بَی                 | ۳٬۴۶۵  | ۱۱٬۳۶۸ |
| روش دو لا موزل         | ۳٬۴۵۹  | ۱۱٬۳۴۸ |
| سیراک                  | ۳٬۴۳۸  | ۱۱٬۲۸۰ |
| پیک فِلیکس نِف           | ۳٬۲۲۲  | ۱۰٬۵۷۱ |
| ویو شایول              | ۳٬۱۶۳  | ۱۰٬۳۷۷ |
| تِت دو ووتیس            | ۳٬۱۶۲  | ۱۰٬۳۷۴ |
| گراند پینیه            | ۳٬۱۲۰  | ۱۰٬۲۳۶ |
| پیک دو پَریر            | ۳٬۰۵۰  | ۱۰٬۰۰۷ |
| مور فروآ               | ۲٬۹۹۶  | ۹٬۸۲۹  |
| گراند پیک دو بلِدون     | ۲٬۹۷۷  | ۹٬۷۶۷  |
| روشر بلانک (Sept Laux) | ۲٬۹۳۱  | ۹٬۶۱۶  |
| لو تایفر               | ۲٬۸۶۱  | ۹٬۳۸۶  |
| گراند تِت دو لوبیو      | ۲٬۷۹۳  | ۹٬۱۶۳  |
| پیک دو فرِن             | ۲٬۸۱۰  | ۹٬۲۱۹  |
| گراند فِغون             | ۲٬۷۶۱  | ۹٬۰۵۸  |
| پیک دو بور (Aurouse)   | ۲٬۷۱۲  | ۸٬۸۹۸  |
| لو پیو لی              | ۲٬۴۶۴  | ۸٬۰۸۴  |

## گذرگاه‌ها

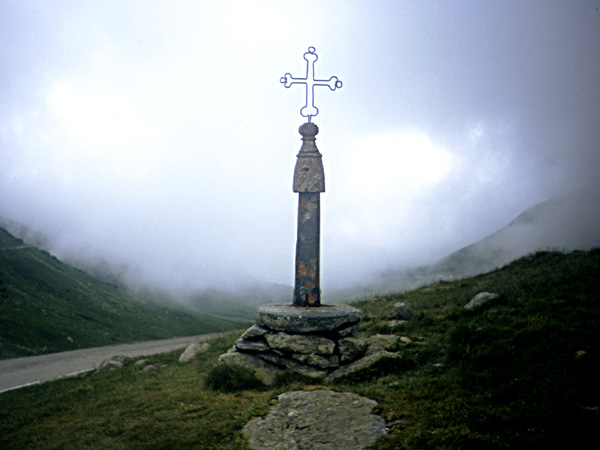
گردنه لا کروا دفر

بزرگ‌ترین گذرگاه‌های کوهستانی آلپ دوفینه عبارتند از:
| نام                   | مکان                            | گونه مسیر    | ارتفاع | ارتفاع |
| نام                   | مکان                            | گونه مسیر    | متر    | پا     |
| --------------------- | ------------------------------- | ------------ | ------ | ------ |
| برش د لا میژ          | لا برارده به لا گراو            | برفی         | ۳٬۳۰۰  | ۱۰٬۸۲۷ |
| شکاف گراند رُز         | آلمون به کلاوان                 | برفی         | ۳٬۱۰۰  | ۱۰٬۱۷۱ |
| شکاف والسنستر         | بورگ د اویسان به والسنستر       | پیاده‌رو      | ۲٬۶۳۴  | ۸٬۶۴۲  |
| گردنه بایارد          | لا مور به گپ                    | جاده         | ۱٬۲۴۶  | ۴٬۰۸۸  |
| گردنه لا کاس دزرت     | لا برارده به لا گراو            | برفی         | ۳٬۵۱۰  | ۱۱٬۵۱۶ |
| گردنه لا کروس د فر    | بورگ د اویسان به سن-ژان-دارو    | جاده         | ۲٬۰۶۲  | ۶٬۷۶۵  |
| گردنه لا کروس اوت     | گرونوبل به سرس و گپ             | جاده, راه‌آهن | ۱٬۱۶۷  | ۳٬۸۲۹  |
| گردنه لا لوز          | سن-کریستف-آن-اوزان به لا گراو   | برفی         | ۳٬۵۴۳  | ۱۱٬۶۲۴ |
| گردنه آلپ د وینوسک    | وینوسک به له دو آلپ             | اسب‌رو        | ۱٬۶۶۰  | ۵٬۴۴۶  |
| گردنه لا مواند        | سنت کریستوف به وال گودمار       | برفی         | ۳٬۰۵۹  | ۱۰٬۰۳۶ |
| گردنه لا موزل         | سنت کریستوف به والسنستر         | پیاده‌رو      | ۲٬۵۰۰  | ۸٬۲۰۲  |
| گردنه آرزین           | لا گراو به لو مونه‌تیه-له-بن     | اسب‌رو        | ۲٬۴۰۰  | ۷٬۸۷۴  |
| گردنه لا تمپل         | لا برارده به والوئیز            | برفی         | ۳٬۲۸۳  | ۱۰٬۷۷۱ |
| گردنه لا وورز         | وال گودمار به والجوفری          | پیاده‌رو      | ۲٬۶۰۰  | ۸٬۵۳۰  |
| گردنه لا ایشودا       | والوئیز به لو مونه‌تیه-له-بن     | اسب‌رو        | ۲٬۴۲۹  | ۷٬۹۶۹  |
| گردنه ل انفِرنِه        | لا گراو به سن-ژان-دارو          | پیاده‌رو      | ۲٬۶۹۰  | ۸٬۸۲۵  |
| گردنه مارتینیار       | لا گراو به سن-ژان-دارو          | پیاده‌رو      | ۲٬۶۰۰  | ۸٬۵۳۰  |
| گردنه آگیول د آرِو     | والوار به سن-ژان-دارو           | برفی         | ۳٬۱۵۰  | ۱۰٬۳۳۵ |
| گردنه آوالانش         | لا برارده به والوئز             | برفی         | ۳٬۵۱۱  | ۱۱٬۵۱۹ |
| گردنه اکرن            | لا برارده به والوئیز            | برفی         | ۳٬۴۱۵  | ۱۱٬۲۰۴ |
| گردنه پره نوو         | لو فرنِی به سن-ژان-دارو          | اسب‌رو        | ۲٬۲۹۳  | ۷٬۵۲۳  |
| گردنه کویرلی          | سن-ژان-دارو به کلاوان           | برفی         | ۲٬۹۵۰  | ۹٬۶۷۸  |
| گردنه سپت لاو         | الیورد به بورگ د اویسان         | اسب‌رو        | ۲٬۱۸۴  | ۷٬۱۶۵  |
| گردنه تورِت            | اورسیه به شاتورو-له-آلپ         | اسب‌رو        | ۲٬۵۸۰  | ۸٬۴۶۵  |
| گردنه وال استرِت       | وال گودمار به شامپولئون         | پیاده‌رو      | ۲٬۶۲۰  | ۸٬۵۹۶  |
| گردنه والون‌پی‌یر       | وال گودمار به شامپولئون         | پیاده‌رو      | ۲٬۶۲۰  | ۸٬۵۹۶  |
| گردنه اورسیِر          | دورمی لوس به اورسیِه             | اسب‌رو        | ۲٬۷۰۰  | ۸٬۸۵۸  |
| گردنه اورنُ            | بورگ د اویسان به لا مور         | جاده         | ۱٬۳۶۰  | ۴٬۴۶۲  |
| گردنه کلو دِ کاوال     | لا برارده به لا گراو            | برفی         | ۳٬۱۲۸  | ۱۰٬۲۶۲ |
| گردنه گالی‌بیه         | گردنه لوتارِت به سن-میشل-د-مورین | جاده         | ۲٬۶۵۸  | ۸٬۷۲۰  |
| گردنه گلاسیر بلان     | لا گراو به والوئیز              | برفی         | ۳٬۳۰۸  | ۱۰٬۸۵۳ |
| گردنه گلاندون         | بورگ د اویسان به لا شامبر       | جاده         | ۱٬۹۵۱  | ۶٬۴۰۱  |
| گردنه گولئون          | لا گراو به والوار               | پیاده‌رو      | ۲٬۸۸۰  | ۹٬۴۴۹  |
| گردنه لوتارِت          | بریانسون به بورگ د اویسان       | جاده         | ۲٬۰۷۵  | ۶٬۸۰۸  |
| گردنه لو دو وال‌گودِمار | والوئیز به وال گودمار           | برفی         | ۳٬۱۱۲  | ۱۰٬۲۱۰ |
| گردنه سی              | لا برارده به وال گودمار         | برفی         | ۳٬۱۳۶  | ۱۰٬۲۸۹ |
| گردنه سِل              | لا برارده به والوئیز            | برفی         | ۳٬۳۰۲  | ۱۰٬۸۳۳ |
| گردنه سلار            | والوئیز به وال گودمار           | برفی         | ۳٬۰۶۷  | ۱۰٬۰۶۲ |
| گردنه امیل پیک        | لا گراو به والوئیز              | برفی         | ۳٬۵۰۲  | ۱۱٬۴۹۰ |
| گردنه لومبارد         | لا گراو به سن-ژان-دارو          | برفی         | ۳٬۱۰۰  | ۱۰٬۱۷۱ |
| پاس ده لا کاوال       | والوئیز به شامپولئون            | جاده خاکی    | ۲٬۷۴۰  | ۸٬۹۹۰  |

## نقشه
- کارتوگرافی رسمی فرانسه (Institut Géographique National - IGN)؛ نسخه آنلاین: www.geoportail.fr